# Sotakoira II
Sotakoira II è l'undicesimo album della band heavy metal finlandese Kotiteollisuus, prima nota come Hullu ukko ja kotiteollisuus.

## Tracce
1. Idoli (Juice) – 3:00
2. Ei Raha Oo Mun Valuuttaa (Appendix) – 1:34
3. Aikaa Ei Ole (Psychoplasma) – 3:31
4. Kadun Lait (Jarno Sarjanen) – 4:10
5. Jossain (Merja Rantamäki) – 2:59
6. Kytät On Natsisikoja (Kaaos) – 0:46
7. Jeesukset (Lama) – 1:22
8. Virsi (Juice Leskinen etc) – 4:42
9. Pitäis Päästätelkkariin / Vittu (Välikausitakki) – 2:52
10. Kone (Motelli Skronkle) – 5:51
11. Haltin häät (Taiska) – 4:43
12. Yksinäinen (Reijo Kallio) – 4:51
13. Koottava Lasinen Muurahaispesä (Kari Peitsamo) – 2:13
14. Manala (Haikara) – 6:29

## Formazione
- Jouni Hynynen - voce, chitarra, basso (tracce 7, 8, 14)
- Janne Hongisto - basso, voce (traccia 9)
- Jari Sinkkonen - batteria, voce (traccia 9)